# Championnats du monde juniors de natation 2017
Navigation
2015 2019
Les Championnats du monde juniors de natation 2017 se déroulent du 23 - 28 août 2017 à Indianapolis, aux États-Unis.